# Chìa vôi đầu vàng
Chìa vôi đầu vàng (tên khoa học Motacilla citreola) là một loài chim trong họ Motacillidae.
Loài chim này dài 15,5–17 cm với đuôi dài thường xuyên ve vẩy đặc trưng của các loài trong chi Motacilla. Chim trống trưởng thành trong bộ lông sinh sản về cơ bản là màu xám hoặc màu đen ở trên, với màu trắng ở lông cánh, và sáng màu vàng chanh ở dưới và trên toàn bộ đầu trừ sau gáy có màu đen. Trong bộ lông mùa đông, dưới màu vàng của nó có thể được pha loãng bằng màu trắng, và đầu có màu nâu với mày màu hơi vàng. Chim mái nhìn chung trông giống phiên bản bạc màu của chim trống trong bộ lông mùa đông.

## Phân loại
Hệ thống học, phát sinh chủng loài và phân loại học của nó vẫn là chủ đề của tranh luận đáng kể trong đầu thế kỷ 21. Điều này là do loài chim này tạo thành một tổ hợp loài bí ẩn với chìa vôi vàng phương Đông (M. tschutschensis ) và chìa vôi vàng phương Tây (M. flava). Đơn vị phân loại nào trong số này được gán với chính xác với quần thể nào là điều chưa thể dung giải trong tương lai gần.
Tên Latinh của chi có nghĩa gốc là "vật di chuyển nhỏ", nhưng có lẽ các tác giả thời Trung cổ nghĩ rằng nó có nghĩa là "đuôi vẫy", từ đó mà phát sinh từ Latinh mới cilla để chỉ "đuôi". Tính từ định danh citreola là từ Latinh để chỉ "màu vàng chanh".

## Phân loài
- M. c. citreola Pallas, 1776. Phân bố: Bắc và đông châu Âu tới trung Siberia, Mông Cổ và đông bắc Trung Quốc. Gồm cả chủng werae.
- M. c. calcarata Hodgson, 1836. Phân bố: Từ đông Iran và Afghanistan về phía đông tới trung và đông nam Trung Quốc.

## Hình ảnh

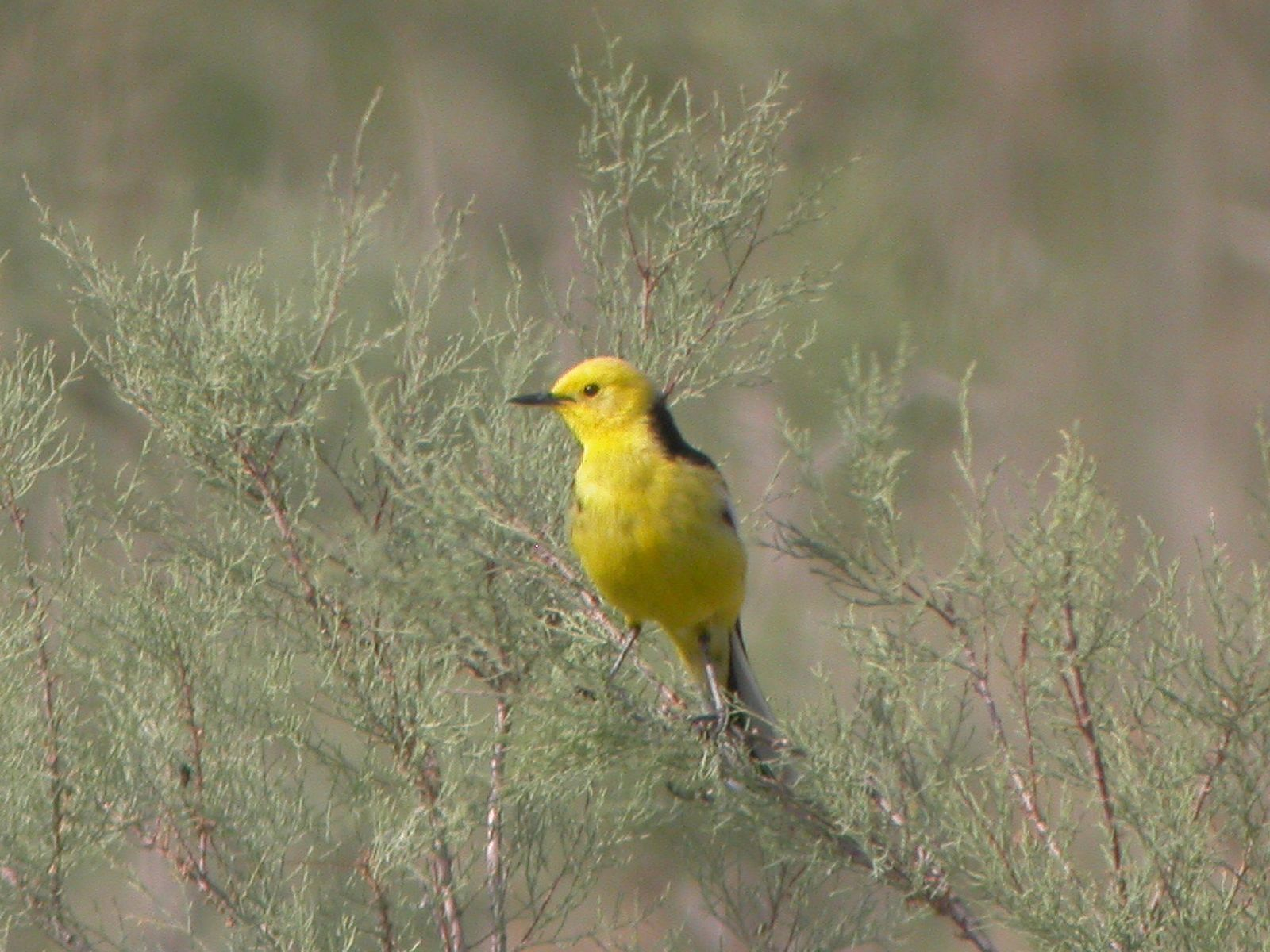
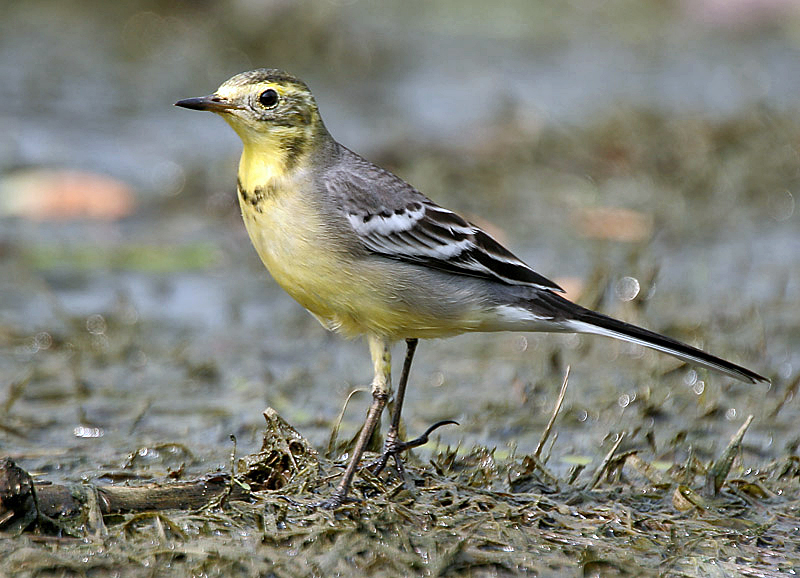
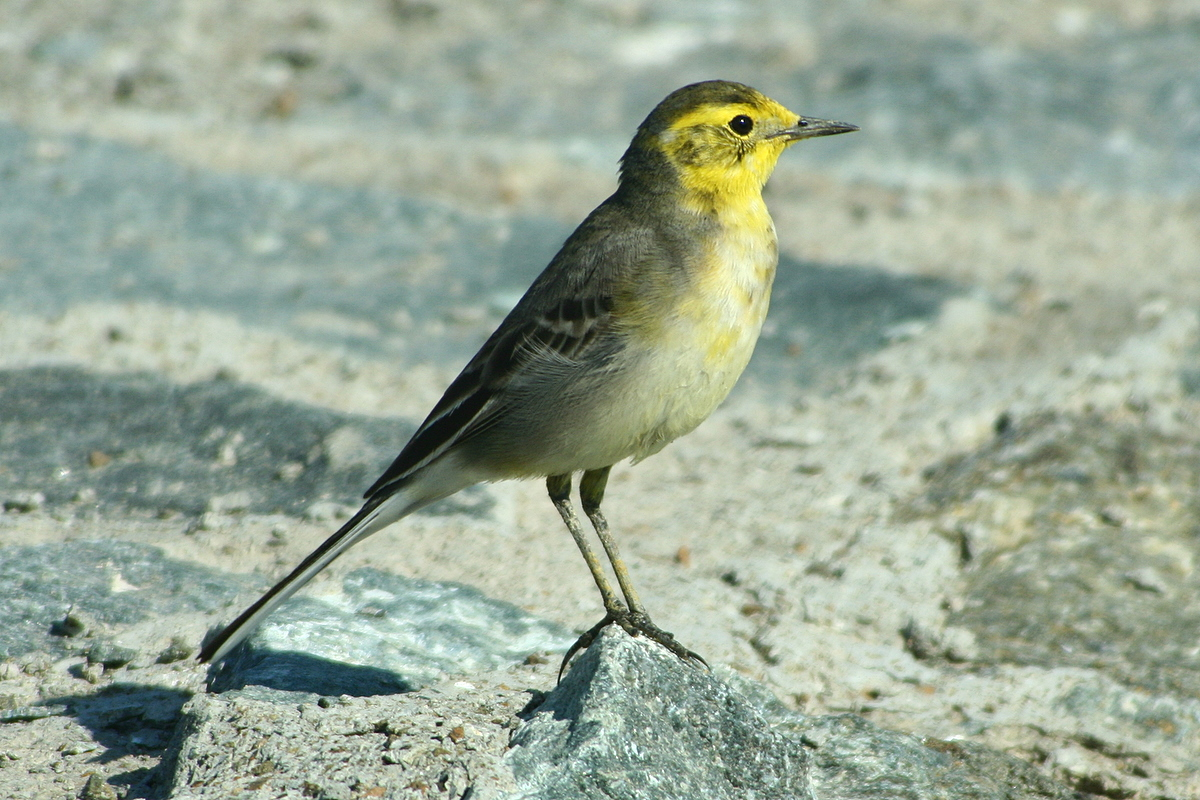
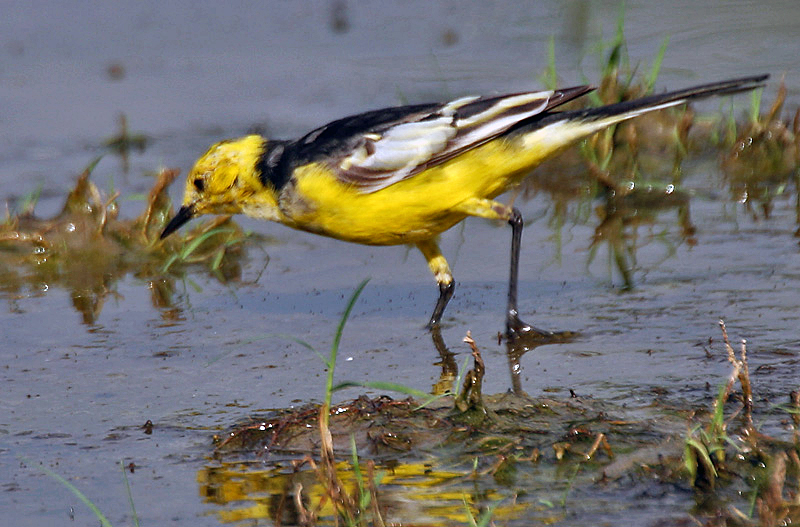
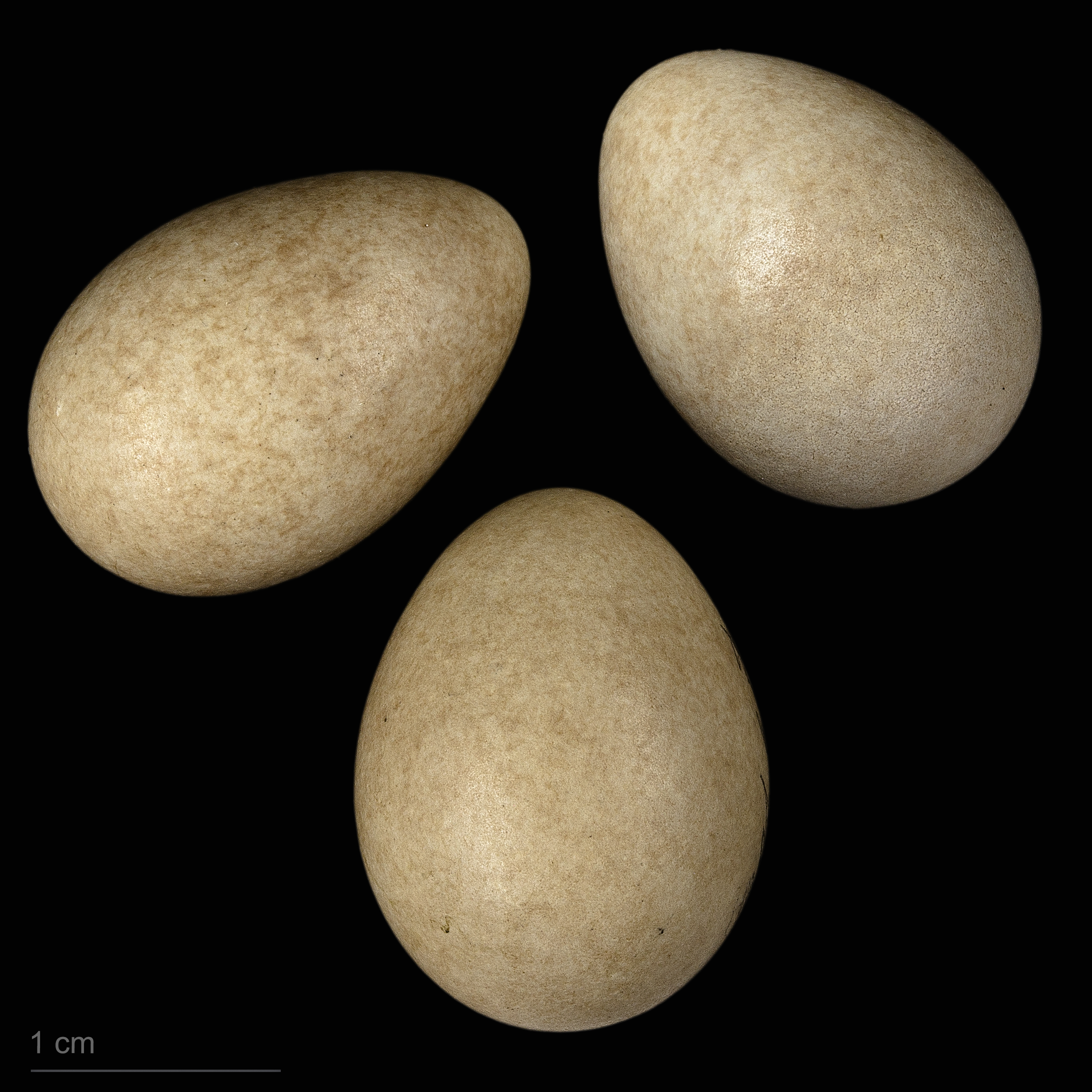
Motacilla citreola citreola